# أرسينوبيريت

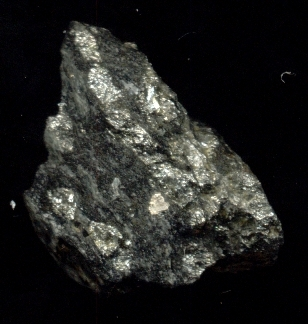
أرسينوبيريت

الأرسينوبيريت أو (زرنيخ البيريت) معدن يتكون كيميائياً من كبريتيد الحديد والزرنيخ.
يتبلور المعدن في فصيلة الميل الواحد نظام الموشور والبلورات في العادة موشورية موازية للمحور حيث بعض البلورات توأمية وتعطى مجموعاتها أشكالا معينه قائمة كاذبة.

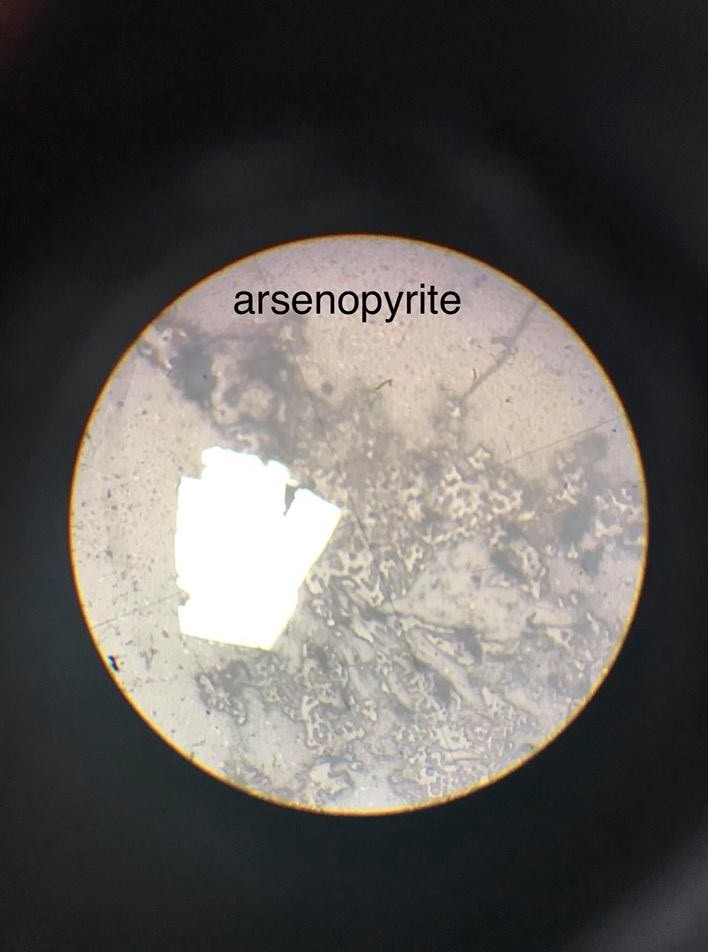
الأرسينوبيريت تحت المجهر

عندما يسخن المعدن على مكعب الفحم فانه يعطي طبقة متطايرة من أكسيد الزرنيخوز (أكسيد الزرنيخ الثنائي) ورائحة الثوم المميزة، أما في الأنبوبة المفتوحة فإنه يعطي رائحة غاز ثاني أكسيد الكبريت.